# آرالیای پابلند
آرالیای پابلند (نام علمی: ×Fatshedera lizei) نام یک گونه از تیره عشقه‌ایان است.